# ベントン郡 (インディアナ州)

インディアナ州内の位置

ベントン郡（Benton County）は、アメリカ合衆国インディアナ州に位置する郡である。人口は8,719人（2020年）。郡庁所在地はハウラーである。

## 地理
アメリカ合衆国統計局によると、この郡は総面積1,053 km2 (406 mi2) である。このうち1,052 km2 (406 mi2) が陸地で0 km2 (0 mi2) が水地域である。総面積の0.02%が水地域となっている。

### 隣接する郡
- ニュートン郡  (北 [1])
- ジャスパー郡 (北 [2])
- ホワイト郡  (東)
- ティピカヌー郡  (南東)
- ウォーレン郡  (南)
- ヴァーミリオン郡 (イリノイ州)  (南西)
- イロコイ郡 (イリノイ州)  (東)

## 人口動静
2000年国勢調査で、この郡は人口9,421人、3,558世帯、及び2,547家族が暮らしている。人口密度は9/km2 (23/mi2) である。4/km2 (9/mi2) の平均的な密度に3,818軒の住居が建っている。この郡の人種的構成は白人96.90%、アフリカン・アメリカン0.21%、先住民0.14%、アジア0.08%、太平洋諸島系0.00%、その他の人種1.28%、及び混血1.38%である。人口の2.60%がヒスパニックまたはラテン系である。
この郡内の住民は27.90%が18歳未満の未成年、18歳以上24歳以下が7.10%、25歳以上44歳以下が27.80%、45歳以上64歳以下が21.50%、及び65歳以上が15.70%にわたっている。中央値年齢は37歳である。女性100人ごとに対して男性は98.60人である。18歳以上の女性100人ごとに対して男性は92.10人である。
この郡の世帯ごとの平均的な収入は39,813米ドルであり、家族ごとの平均的な収入は46,869米ドルである。男性は30,592米ドルに対して女性は22,169米ドルの平均的な収入がある。この郡の一人当たりの収入 (per capita income) は17,220米ドルである。人口の5.50%及び家族の3.50%は貧困線以下である。全人口のうち18歳未満の6.00%及び65歳以上の4.50%は貧困線以下の生活を送っている。

## 都市及び町
- ハウラー（郡庁所在地）
- ボズウェル
- オックスフォード
- Ambia
- Earl Park
- Otterbein